# Mehdi Torabi
Mehdi Torabi (Karaj, 10 september 1994) is een Iraanse voetballer die doorgaans als aanvaller speelt. Torabi debuteerde in 2015 in het Iraans voetbalelftal.

## Carrière
Torabi stroomde door vanuit de jeugd van Saipa FC. Daarvoor debuteerde hij op 10 mei 2013 in het eerste elftal, tijdens een met 0–3 gewonnen wedstrijd in de Persian Gulf Pro League uit bij Gahar Zagros. Hij viel die dag in de 84e minuut in voor Sajjad Shahbazzadeh. Na nog een paar invalbeurten in het seizoen 2013/14 en zijn eerste basisplaatsen in 2014/15, groeide hij in het seizoen 2015/16 uit tot basisspeler bij Saipa. Torabi kwam in 6,5 seizoen uiteindelijk tot meer dan honderd wedstrijden voor de club. Hiermee eindigde hij doorgaans tussen de zevende en dertiende plaats in de eindstand. Het seizoen 2017/18 vormde hier een uitzondering op. Torabi en Saipa werden dat jaar vierde, goed voor kwalificatie voor de voorronden van de AFC Champions League. Hij droeg daar zelf aan bij met onder meer tien doelpunten in 27 wedstrijden.
Torabi verruilde Saipa in januari 2019 voor Persepolis FC, op dat moment regerend landskampioen van Iran. Hiermee werd hij datzelfde seizoen voor het eerst in zijn carrière Iraans landskampioen.

## Interlandcarrière
Torabi debuteerde op 11 juni 2015 onder bondscoach Carlos Queiroz in het Iraans voetbalelftal, tijdens een met 0–1 gewonnen oefeninterland in en tegen Oezbekistan. Hij kwam aan het begin van de tweede helft in het veld als vervanger voor Andranik Teymourian en maakte in de vierde minuut van de blessuretijd het winnende doelpunt. Bondscoach Carlos Queiroz liet hem daarna regelmatig spelen in WK-kwalificatiewedstrijden en nam hem drie jaar na zijn debuut mee naar zijn eerste eindtoernooi, het WK 2018. Hierop kwam hij niet in actie. Dat deed hij een jaar later wel op het Aziatisch kampioenschap 2019.

## Erelijst
| Kampioen Persian Gulf Pro League | 1x | 2018/19 |
| Hazfi Cup                        | 1x | 2018/19 |
| Iraanse supercup                 | 1x | 2019    |

1 Beiranvand ·
2 Torabi ·
3 Hajsafi ·
4 Cheshmi ·
5 Mohammadi ·
6 Ezatolahi ·
7 Shojaei  ·
8 Pouraliganji ·
9 Ebrahimi ·
10 Ansarifard ·
11 Amiri ·
12 Mazaheri ·
13 Khanzadeh ·
14 Ghoddos ·
15 Montazeri ·
16 Ghoochannejhad ·
17 Taremi ·
18 Jahanbakhsh ·
19 Hosseini ·
20 Azmoun ·
21 Dejagah ·
22 Abedzadeh ·
23 Rezaeian ·
Coach: Queiroz
1 Beiranvand ·
2 Moharrami ·
3 Hajsafi  ·
4 Khalilzadeh ·
5 Mohammadi ·
6 Ezatolahi ·
7 Jahanbakhsh ·
8 Pouraliganji ·
9 Taremi ·
10 Ansarifard ·
11 Amiri ·
12 Niazmand ·
13 Kanaanizadegan ·
14 Ghoddos ·
15 Cheshmi ·
16 Torabi ·
17 Gholizadeh ·
18 Karimi ·
19 Hosseini ·
20 Azmoun ·
21 Nourollahi ·
22 Abedzadeh ·
23 Rezaeian ·
24 Hosseini ·
25 Jalali ·
Coach: Queiroz